# Насадка конічна
Насадка конічна (рос. насадка коническая; англ. conic(al) probe; нім. konische Düse f, Ansatzkegel m) — насадка, яка має форму конічного дифузора або конічного конфузора (звичайно з прямолінійною віссю).
Розрахунок витікання рідини через насадки виконують за формулами для витікання через малий отвір у тонкий стінці, приймаючи коефіцієнт витрати μ згідно емпіричних даних.